# Lauburu

Lauburu

Lauburu eller baskiskt kors är en baskisk symbol, en typ av svastika med fyra förgreningar utformade som kommatecken.
Historiker och fackmän är inte överens om symbolens betydelse. Några menar att de fyra grenarna representerar Baskiens fyra regioner, medan andra uppfattar figurerna som symboler för själen, livet, medvetande och form. Den används dock vanligen som en symbol för välstånd. Den finns upphängd som en sorts talisman ovanför dörrarna till många hem och butiker i Baskien.
I sin positiva form (vriden åt höger) symboliserar Lauburu livet och i sin negativa form (vrider åt vänster) döden. Den finns sålunda även avbildad på många baskiska gravstenar i den senare varianten.